# René Chanas
René Lindecker, dit René Chanas (né le 30 septembre 1913 à Paris où il est mort le 9 juillet 1990 dans le 12e arrondissement) est un réalisateur, scénariste et producteur de cinéma français.

## Biographie
René Chanas a fondé, en 1944, la société coopérative de production Les Acteurs et Techniciens français.

## Filmographie

### Comme réalisateur
- 1945 : Le Jugement dernier
- 1946 : La Taverne du poisson couronné
- 1948 : La Carcasse et le Tord-cou
- 1948 : Le Colonel Durand
- 1949 : L'Escadron blanc
- 1951 : Un sourire dans la tempête (version française d'Ein Lächeln im Sturm)
- 1952 : Seuls au monde
- 1953 : Je suis un mouchard
- 1954 : La Patrouille des sables

### Comme scénariste
- 1947 : La Taverne du poisson couronné
- 1948 : Le Colonel Durand
- 1951 : Un sourire dans la tempête
- 1953 : Je suis un mouchard
- 1954 : La Patrouille des sables (film en double version)
- 1954 : Tres hombres van a morir (film en double version)

### Comme producteur
- 1950 : Un sourire dans la tempête (producteur exécutif)
- 1951 : Ein Lächeln im Sturm (producteur)